# Монетный тип Лаврийё

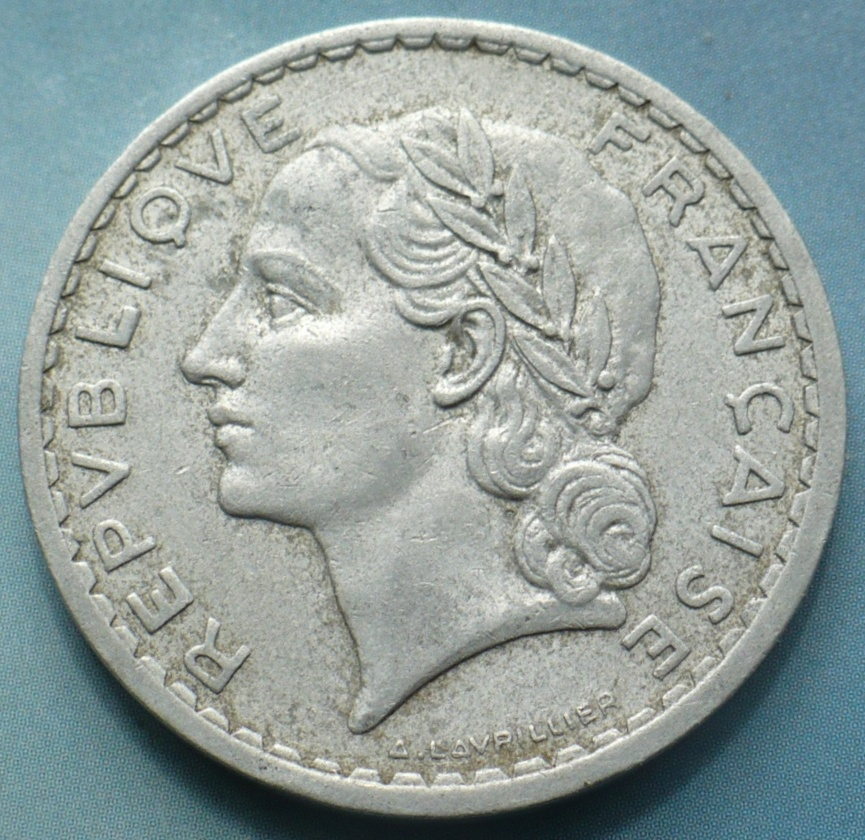
Алюминиевая монета в 5 франков 1949, монетный тип Лаврийё.

Монеты данного типа были разработаны гравёром Андре Анри Лаврийё (1885—1958) и выпускались с 1933 по 1952 год.
Этот тип монет выпускался номиналом в 5 франков. На лицевой стороне монеты изображен профиль республики и легенда REPVBLIQVE FRANÇAISE, а также надпись -- A.Lavrillier. На оборотной стороне -- номинал 5 франков. Гурт гладкий.
Первый выпуск монет этого типа начат в 1933 году и сменил 5-франковые монеты типа Базо. В период с 1933 по 1939 год выпущено 117 939 874 экземпляров из никеля. В период между 1938 и 1947 годами 55 831 125 монет изготовлено из алюминиевой бронзы. В период с 1945 по 1952 год выпущено: 802 536 521 монет из алюминия.

## Таблица эмиссии
| Год         | Номинал   | Диаметр | Вес   | Гурт    | Métal              | Тираж       | Комментарии                                                            |
| ----------- | --------- | ------- | ----- | ------- | ------------------ | ----------- | ---------------------------------------------------------------------- |
| 1933 — 1939 | 5 франков | 31 мм   | 12 г  | гладкий | никель             | 117 939 874 | III-я республика                                                       |
| 1938 — 1947 | 5 франков | 31 мм   | 12 г  | гладкий | алюминиевая бронза | 55 831 125  | III-я республика (только для африканских владений (Алжир, Тунис и др.) |
| 1945 — 1952 | 5 франков | 31 мм   | 3,5 г | гладкий | алюминий           | 802 536 521 | IV-я республика                                                        |